# 哥倫比亞莖鼻鯰
哥倫比亞莖鼻鯰，為輻鰭魚綱鯰形目毛鼻鯰科的其中一種，為熱帶淡水魚，分布於南美洲哥倫比亞托塔湖流域，體長可達13.8公分，已滅絕。

## 扩展阅读
維基物種上的相關：哥倫比亞莖鼻鯰